# Puniša Račić
Puniša Račić, Пуниша Рачић, född 12 juli 1886 i Slatina, Montenegro, död 16 oktober 1944 i Belgrad, var en montenegrinsk-serbisk politiker. Račić invaldes i det jugoslaviska parlamentet i september 1927. 
Den 19 juni 1928 hade ledaren för Kroatiska bondepartiet, Stjepan Radić, kritiserat parlamentets regeringstrogna ledamöter för att gå i serbernas ledband. Račić och partikollegan Toma Popović reagerade häftigt och mordhotade Radić. Följande dag, den 20 juni, fortsatte den hätska debatten i parlamentet och Račić och Popović uttalade ytterligare dödshot mot Radić, som dock höll sig lugn. En av Radićs partikolleger, Ivan Perner, skrek en förolämpning mot Račić, och tumult utbröt. Račić drog fram en revolver och sköt Pernar som föll till golvet. Därpå sköt Račić mot Radić, men den första kulan träffade Ivan Granđa, som försökte skydda Radić. Granđa träffades i ena armen, och Radić i magen. Račić siktade sedan mot Svetozar Pribićević, som dock duckade, och istället träffades Đuro Basariček. Račić sköt även Pavle Radić och lämnade därefter parlamentet skyndsamt, i tron att Pernar och Radić var döda. Pavle Radić och Djuro Basariček avled på platsen, medan Stjepan Radić avled sju veckor senare. Pernar och Granđa överlevde.
Račić överlämnade sig kort efter skottlossningen till myndigheterna och dömdes senare till husarrest i Požarevac. Han levde ett tämligen lugnt liv fram till slutet av andra världskriget. I oktober 1944 greps han av jugoslaviska partisaner, ställdes inför rätta inför en militärdomstol och avrättades.

## Översättning
- Artikeln är till stora delar översatt från den engelskspråkiga versionen 16 oktober 2006